# Des Teufels Bad
Des Teufels Bad é um filme de drama de terror histórico de 2024 escrito e dirigido por Veronika Franz e Severin Fiala, e estrelado por Anja Plaschg. O filme é baseado no livro Suicide by Proxy in Early Modern Germany: Crime, Sin and Salvation de Kathy Stuart, bem como nos registros de julgamento criminal de Agnes Catherina Schickin (Württemberg, Alemanha, 1704), bem como Eva Lizlfellnerin (Puchheim, Áustria, 1761-62). Uma coprodução internacional entre Áustria e Alemanha, o filme conta a história de Agnes, uma jovem mulher casada, que não se sente em casa no mundo do marido.
O filme teve sua estreia mundial na Competição Principal do 74º Festival Internacional de Cinema de Berlim, em 20 de fevereiro de 2024, onde concorreu ao Urso de Ouro. [ 4 ] Foi lançado na Áustria em 8 de março de 2024 e recebeu críticas positivas dos críticos. O filme foi selecionado como a entrada austríaca para Melhor Longa-Metragem Internacional no 97º Oscar, mas não foi indicado.

## Enredo
Uma mulher deixa um bebê cair de uma cachoeira antes de caminhar até uma igreja para confessar seu crime. O filme corta para a noite, lentamente panoramizando o corpo da mulher agora decapitada sentada em uma cadeira, sua cabeça em uma gaiola atrás dela. O corpo está sem alguns dedos dos pés e das mãos e, enquanto assistimos, uma pessoa invisível pega uma faca e corta um dos dedos restantes da mulher morta, envolvendo-o em um pano.

## Elenco
- Anja Plaschg como Agnes
- Maria Hofstätter como Gänglin
- David Scheid como Wolf
- Natalija Baranova como Ewa Schikin
- Lukas Walcher como Luke
- Claudia Martini
- Agnes Lampl
- Camilla Schilia

## Produção
O filme é baseado na pesquisa histórica de Kathy Stuart que reconstruiu a prática do "suicídio por procuração", um crime novo que era comum nos séculos XVII e XVIII na Europa Central de língua alemã e na Escandinávia. Pessoas suicidas temiam a condenação eterna que o suicídio direto acarretava, então encontraram um desvio. Eles cometeram um crime capital e então imediatamente se entregaram às autoridades e exigiram sua execução. Os perpetradores esperavam que após arrependimento, confissão, eucaristia e execução pública religiosamente enquadrada, eles alcançariam a salvação. Este crime foi cometido predominantemente por mulheres. O personagem de Agnes é baseado em grande parte na perpetradora histórica Eva Lizlfellnerin (c. 1736–1762), uma camponesa da Alta Áustria.
O filme foi produzido pela Ulrich Seidl Filmproduktion GmbH (Áustria) em coprodução com a Heimatfilm (Alemanha). A produção foi financiada pelo Instituto Austríaco de Cinema, Fundo de Cinema de Viena, Film Location Austria (FISA) e o estado da Baixa Áustria, Fundo Alemão de Cinema, Fundação de Cinema e Mídia NRW e Eurimages; com apoio adicional da Austrian Broadcasting Corporation, Bayerischer Rundfunk e Arte.

## Lançamento
Des Teufels Bad teve sua estreia mundial em 20 de fevereiro de 2024, como parte do 74º Festival Internacional de Cinema de Berlim, em Competição.